# Гожешув
Гожешув (пол. Gorzeszów, нім. Görtelsdorf) — село в Польщі, у гміні Каменна Гура Каменногурського повіту Нижньосілезького воєводства.
Населення — 293 особи (2011).
У 1975-1998 роках село належало до Єленьоґурського воєводства.

## Демографія
Демографічна структура станом на 31 березня 2011 року:
|          | Загалом | Допрацездатний вік | Працездатний вік | Постпрацездатний вік |
| -------- | ------- | ------------------ | ---------------- | -------------------- |
| Чоловіки | 145     | 37                 | 100              | 8                    |
| Жінки    | 148     | 40                 | 82               | 26                   |
| Разом    | 293     | 77                 | 182              | 34                   |